# Jateorhiza palmata
Jateorhiza palmata là một loài thực vật có hoa trong họ Biển bức cát. Loài này được (Lam.) Miers mô tả khoa học đầu tiên năm 1849.

## Hình ảnh

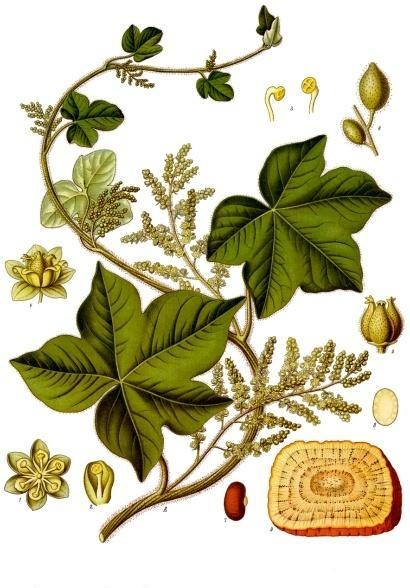
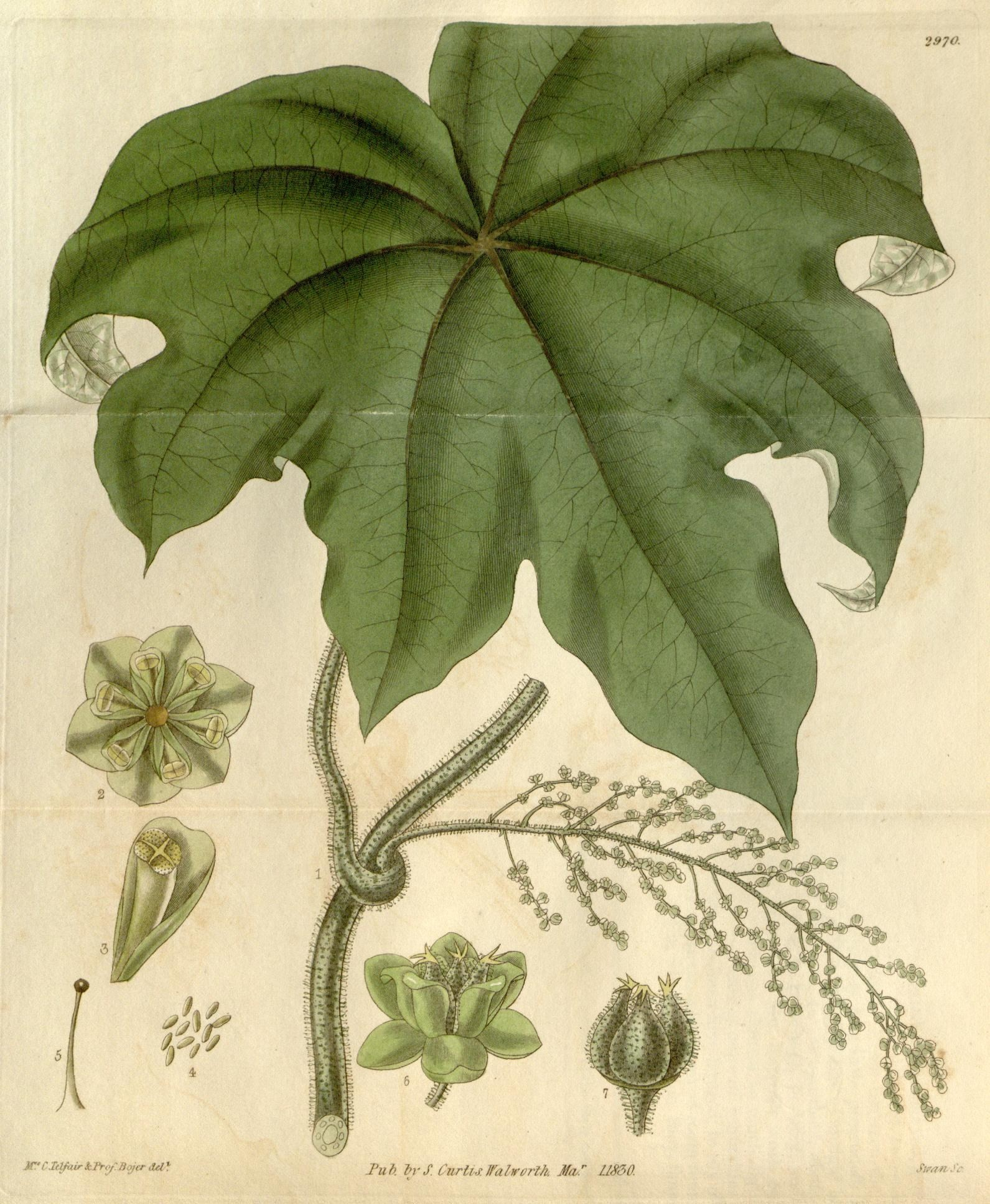